# 丹尼斯·利馬
丹尼斯·利馬·迪阿西斯（Denis Lima de Assis，1989年12月29日－），生於巴西塞阿臘州福塔雷薩，巴西足球運動員，司職前鋒，現時效力芬蘭足球甲級聯賽球會雅羅足球俱樂部。

## 球會生涯
利馬生於巴西塞阿臘州福塔雷薩，到2011年4月加盟芬蘭乙組聯賽球會米克利，三年後轉會芬蘭甲組聯賽球會查路，到2016年2月回到巴西加盟州聯賽球會蒂拉登特斯，然後他到2016年4月再轉會巴丁球會里奧布蘭克，直到2016年11月30日到香港與港超聯球會理文流浪簽約加盟至球季完結。並在12月11日主場對元朗的聯賽首度上陣，更於43分鐘趁對方門將撲出不遠，窄角度補射破網，取得加盟後的首個入球，但最終他因肌肉受傷而被換離場，而流浪都以1–2落敗，球季完結後，利馬獲賞識邀請轉會隨流浪職球員一同轉投新成立的港超聯球會理文，並在11月3日對傑志的聯賽，取得加盟後的首個入球，但結果理文以1–2落敗，結果利馬在在各項賽事上陣20場錄得6球。

## 外部連結
- 香港足球總會網頁球員註冊資料（页面存档备份，存于）